# کانال‌های آلفا
کانال‌های آلفا (به انگلیسی: Alpha Channel) نوع خاصی از کانال در گرافیک رایانه‌ای و ویرایش تصویر هستند که امکان ذخیره‌سازی مناطق انتخاب را فراهم می‌کنند. به عبارت بهتر، می‌توان در یک فایل تصویری انتخاب مورد نظر را به صورت یک کانال آلفا ذخیره کرد و در هنگام نیاز مجدداً آن را به صورت یک منطقهٔ انتخاب فراخوانی نمود. چون امکان ذخیره‌سازی چندین کانال آلفا وجود دارد، پس می‌توان چندین منطقهٔ انتخاب را با این روش ذخیره کرد.
این کانال‌های آلفا مانند لایه‌ها و ماسک‌ها می‌توانند در بطن فایل ذخیره شوند و در فراخوانی‌های آیندهٔ فایل، مورد استفاده قرار گیرند.
برخی از فرمت‌های فایلی مانند TIFF و PSD امکان ذخیره‌سازی کانال‌های آلفا را دارند.